# Love Walked In
Love Walked In é uma power ballad da banda de hard rock britânica Thunder, que foi lançada em 1991 como single do álbum Backstreet Symphony.
Em 2018, ela figurou na lista com as 100 melhores canções de rock de todos os tempos da prestigiosa revista inglesa Classic Rock.

## Faixas do Single
12"
A. "Love Walked In" (L.P. Version)
B1. "Flawed to Perfection" (Demo)
B2. "Until My Dying Day" (Live)

## Desempenho nas Paradas Musicais
| Parada Musical (1991)      | Desempenho |
| -------------------------- | ---------- |
| UK Singles Chart           | 21         |
| Hot Mainstream Rock Tracks | 31         |